# Alda Marco Antônio
Alda Marco Antônio (Uberaba, 22 de setembro de 1944) é uma engenheira e política brasileira, filiada ao Partido Social Democrático (PSD). Ocupou o cargo de vice-prefeita do município de de São Paulo entre 2009 e 2012, sendo a primeira mulher a ocupar o posto, feito que veio a ser repetido em 2013 por Nádia Campeão.

## Carreira política
Incentivada por Ulysses Guimarães, Alda Marco Antônio foi fundadora da Comissão de Mulheres do MDB e ajudou a implantar o Conselho Estadual da Condição Feminina, do qual foi uma das presidentes. Sua atuação foi fundamental para a criação da primeira Delegacia de Defesa da Mulher, em 1983.
Entre 1986 e 1987 secretária estadual do Trabalho em São Paulo durante o governo Franco Montoro, e secretária do Menor entre 1987 e 1992 nos governos de Orestes Quércia e Luís Antonio Fleury. Dos 14 programas de atendimento à criança de rua que criou e implantou durante sua gestão na Secretaria do Menor, oito foram escolhidos como modelos para outros países e divulgados no exterior pelo UNICEF (a agência da ONU para a infância).
Em 1992, foi convidada pelo presidente da República Itamar Franco, passa a dirigir a Fundação Centro Brasileiro para a Infância e Adolescência. Neste período, representou o Brasil junto ao Instituto Iberamericano da Criança da OEA. Foi também secretária municipal de Assistência Social da prefeitura de São Paulo de abril de 1999 a dezembro de 2000, durante a gestão de Celso Pitta.
Nas eleições gerais de 2002, quando filiada ao PMDB, Alda Marco Antônio candidatou-se a seu primeiro cargo político, o de vice-governadora na chapa encabeçada por Lamartine Posella, na ocasião ambos ocuparam a quinta colocação.
Nas eleições de 2006 candidatou-se a senadora por São Paulo pela coligação formada pelo PMDB e PP, tendo alcançado a terceira colocação com 929.179 votos (4,94% dos válidos) – tendo ficado atrás do vitorioso Eduardo Suplicy do PT e de Guilherme Afif Domingos do DEM.
O cargo ocupado após sua eleição ocorreu em 2008 quando fora eleita vice-prefeita de São Paulo na aliança formada junto a Gilberto Kassab, cumpriu mandato de 1 de janeiro de 2009 a 1 de janeiro de 2013, tendo sido a primeira mulher eleita para esse cargo, no mesmo período ocupou também ocupa o cargo de secretária municipal de assistência e desenvolvimento social.
Nas eleições gerais de 2014, Alda candidatou-se a primeira suplência da candidatura de Gilberto Kassab ao Senado Federal, no entanto o candidato não fora eleito ocupando a terceira colocação.